# Шёффлер, Августин
Августин Шёффлер (нем. Augustin Schoeffler; 22 ноября 1822[…], Миттельбронн — 1 мая 1851[…], Шонтэй) — святой Римско-Католической Церкви, священник, мученик, член Парижского Общества Заграничных Миссий.

## Биография
Окончил семинарию в Нанси, где вступил в орден доминиканцев. Присоедившись к Парижскому Обществу Заграничных Миссий, в 1847 году отправился через Гонконг в Индокитай миссионером, чтобы проповедовать христианскую веру. Занимался активной пастырской деятельностью в Северном Вьетнаме, в котором открытое исповедничество христианской веры находилось под запретом. Был схвачен за свою деятельность и обезглавлен в 1851 году.

## Прославление
27 мая 1900 года беатифицирован папой Львом XIII. 19 июня 1988 года Августин Шёффлер в составе группы 117 вьетнамских мучеников причислен к лику святых папой Иоанном Павлом II.
День памяти святого Августина Шёффлера — 1 мая.

## Источник
- Englebert, Omer. The Lives of the Saints. Christopher and Anne Fremantle, trans. New York: Barnes & Noble Books, 1994. Nihil obstat, Imprimatur 1951